# العلاقات الأردنية القرغيزستانية
العلاقات الأردنية القيرغيزستانية هي العلاقات الثنائية التي تجمع بين الأردن وقيرغيزستان.

## مقارنة بين البلدين
هذه مقارنة عامة ومرجعية للدولتين:
| وجه المقارنة                                              | الأردن                   | قيرغيزستان                      |
| --------------------------------------------------------- | ------------------------ | ------------------------------- |
| المساحة (كم2)                                             | 89.34 ألف                | 199.95 ألف                      |
| عدد السكان (نسمة)                                         | 9.81 مليون               | 6.20 مليون                      |
| الكثافة السكانية (ن./كم²)                                 | 109.81                   | 31.01                           |
| العاصمة                                                   | عمان                     | بيشكك                           |
| اللغة الرسمية                                             | اللغة العربية            | اللغة الروسية، اللغة القيرغيزية |
| العملة                                                    | دينار أردني              | سوم قيرغيزستاني                 |
| الناتج المحلي الإجمالي (بليون دولار)                      | 40.07 مليار              | 7.56 مليار                      |
| الناتج المحلي الإجمالي (تعادل القوة الشرائية) بليون دولار | 82.80 مليار              | 20.45 مليار                     |
| الناتج المحلي الإجمالي الاسمي للفرد دولار أمريكي          | 4.94 ألف                 | 1.10 ألف                        |
| الناتج المحلي الإجمالي للفرد دولار أمريكي                 | 12.05 ألف                |                                 |
| مؤشر التنمية البشرية                                      | 0.748                    | 0.655                           |
| رمز المكالمات الدولي                                      | +962                     | +996                            |
| رمز الإنترنت                                              | .jo                      | .kg                             |
| المنطقة الزمنية                                           | ت ع م+02:00، ت ع م+03:00 | ت ع م+06:00                     |

## مدن متوأمة
في ما يلي قائمة باتفاقيات التوأمة بين مدن أردنية وقيرغيزستانية:
- ترتبط عمان مع بيشكك باتفاقية توأمة منذ 1994.[14][14][15][15]

## منظمات دولية مشتركة
يشترك البلدان في عضوية مجموعة من المنظمات الدولية، منها:
| علم المنظمة | اسم المنظمة                                                | تاريخ انضمام الأردن | تاريخ انضمام قيرغيزستان |
| ----------- | ---------------------------------------------------------- | ------------------- | ----------------------- |
|             | مؤسسة التنمية الدولية                                      | 4 أكتوبر 1960       | 24 سبتمبر 1992          |
|             | يونسكو                                                     | 14 يونيو 1950       | 2 يونيو 1992            |
|             | وكالة ضمان الاستثمار متعدد الأطراف                         | 12 أبريل 1988       | 21 سبتمبر 1993          |
|             | الأمم المتحدة                                              | 14 ديسمبر 1955      | 2 مارس 1992             |
|             | العملية المشتركة للاتحاد الأفريقي والأمم المتحدة في دارفور | ?                   | ?                       |
|             | الاتحاد البريدي العالمي                                    | ?                   | ?                       |
|             | البنك الدولي للإنشاء والتعمير                              | 29 أغسطس 1952       | 18 سبتمبر 1992          |
|             | منظمة التعاون الإسلامي                                     | ?                   | ?                       |
|             | منظمة حظر الأسلحة الكيميائية                               | ?                   | ?                       |
|             | الاتحاد الدولي للاتصالات                                   | 20 مايو 1947        | 20 يناير 1994           |
|             | مؤسسة التمويل الدولية                                      | 20 يوليو 1956       | 11 فبراير 1993          |
|             | منظمة التجارة العالمية                                     | ?                   | ?                       |
|             | منظمة الشرطة الجنائية الدولية                              | ?                   | ?                       |

## وصلات خارجية
- موقع وزارة الخارجية الأردنية
- موقع وزارة الخارجية القيرغيزستانية